# 監禁婚〜カンキンコン〜
『監禁婚〜カンキンコン〜 』（かんきんこん〜カンキンコン〜）は、近藤しぐれによる日本の漫画。『週刊漫画ゴラク』（日本文芸社）にて、2017年12月15日号より連載を開始。同誌のウェブ漫画サイト『ゴラクエッグ』（同）に移籍し、2019年8月20日より連載中。女性からの強姦（いわゆる逆レイプ）や監禁などのSMのマゾヒスト的なエロスが全面的に描写される。女性キャラが通常は美少女風の大きな目だが、怒りを表す時に三白眼になる。

## あらすじ
一目惚れした穂花から「監禁」と「退職」を条件に優大は結婚した。優大は、穂花の監禁生活を受けることとなる。しかし、優大は厳しい監禁生活に音を上げて、悪態をつくが最終的に和解する。
しかし、穂花の監禁から解き放たれた優大はその後、何の運命か、次々と女性から監禁と強姦されるようになる。

## 登場人物
深間優大
デザイン会社に勤めていた平凡な男性。31歳。新入社員の西倉穂花に一目惚れ。交際を経て夫婦となる。穂花の監禁に戸惑い、悪態をつくこともあったが、最後は和解する。
結婚してから多数の女性に拉致・監禁・強姦されるが、膣内射精までは我慢して穂花への貞節は守っている。また、様々な誘惑をされるが、穂花を愛している。
会社を辞めてから、清華の会社に転職する。
西倉穂花
優大を監禁した最初の女性。優大の妻である。23歳。優大を監禁・暴行・顔に放尿などの虐待をする。普通に考えればドメスティック・バイオレンスだが、最終的に和解している。
優大は他の女に犯される時は、優しい言葉をかけるが、表情は怒気の交じりである。
料理・洗濯・掃除をして、仕事もきちんとこなす良妻である。
香織
優大を監禁した二人目の女性。優大の元交際相手。優大いわく浮気をしていて、別れた。
優大が結婚して嫉妬が重なり、暴行、拉致、監禁をする。その後、自分の思いを伝えた後、優大に自慰を強要させ、それを様子を眺めながら自分も自慰をする。しかし、優大が穂花の名前を出したことで激怒し、優大に蹴りを食らわす。
その後穂花よりも先に妊娠しようと、優大を強姦するが、先にオーガニズムに達し、膣内射精には至らなかった。
あやめ
優大を監禁した三人目の女性。小学生であるが、性格は歪んでおり、優大を監禁し、美冬との性交させる。
性格が歪んだ原因は両親の不仲にあり愛が信じられないからである。
優大が監禁後は、改心し、優大の娘になることを夢見ている。
美冬
あやめの付き人であり、妙齢の女性。あやめの命令で優大と性交する。
麻衣
優大を監禁した四人目の女性。人妻である。
清華琴美
優大を監禁した五人目の女性。優大の後輩であり、「セクハラを受けた」と言いがかりをして、優大を拉致監禁する。
東郷紗希
優大を監禁した六人目の女性。優大の取引先の学校の理科担当の教師であり、あやめの教師でもある。
打ち合わせに来た優大を監禁し、拘束した。熱湯をかけて虐待し強姦し、妊娠しようとした。

## 書誌情報
- 近藤しぐれ『監禁婚〜カンキンコン〜』日本文芸社〈ニチブンコミックス〉、全10巻
  1. 2018年3月9日発売[5][6]、ISBN 978-4-537-13707-1
  2. 2018年7月27日発売[7]、ISBN 978-4-537-13781-1
  3. 2019年1月9日発売[8]、ISBN 978-4-537-13865-8
  4. 2019年7月29日発売[9]、ISBN 978-4-537-13957-0
  5. 2020年2月28日発売[10]、ISBN 978-4-537-14204-4
  6. 2020年8月28日発売[11]、ISBN 978-4-537-14278-5
  7. 2021年4月28日発売[12]、ISBN 978-4-537-14357-7
  8. 2022年1月19日発売[13]、ISBN 978-4-537-14453-6
  9. 2022年9月29日発売[14]、ISBN 978-4-537-14552-6
  10. 2023年12月7日発売[15]、ISBN 978-4-537-14738-4